# James Aubrey
James Aubrey (Klagenfurt, 28 augustus 1947 - 8 april 2010) was een Brits toneel- en filmacteur.
Hij was de zoon van een Brits militair en volgde een toneelopleiding aan het "Drama Centre London". Aubrey debuteerde als acteur in 1962 in Isle of Children. Zijn filmdebuut maakte hij met Lord of the Flies (1963). Aubrey acteerde in 1974-1975 bij de Royal Shakespeare Company en speelde onder meer in het  "Birmingham Repertory Theatre", het "Comedy Theatre" en de "Old Vic". Zijn meest recente filmoptreden was in een aflevering van Brief Encounters uit 2006.